# Banu Nadir

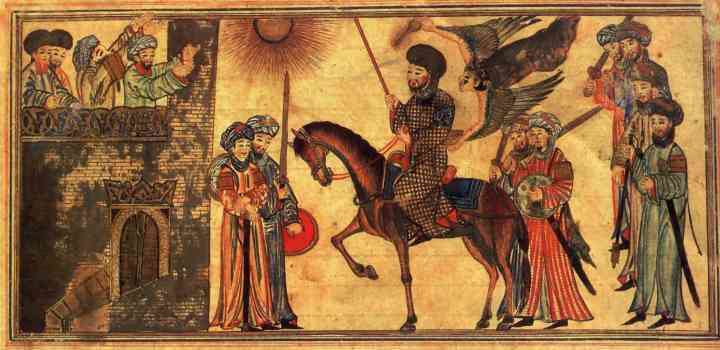
Mahomet recevant la soumission des Banu Nadir. Miniature persane issue du Jami al-tawarikh, XIV.

Les Banu Nadir (arabe : بنو النضير) étaient l'une des trois principales tribus juives auxquelles Mahomet eut affaire (voir Tribus musulmanes et juives de Yathrib). Comme les tribus juives des Banu Qaynuqa et des Banu Qurayza,  les Banu Nadir vivaient à Médine, anciennement Yathrib.

## Généralités
Selon le Kitâb al-Aghânî, dont les chants et les poèmes sont accompagnés d'informations qui constituent une source importante pour les historiens, il semble que les Banu Qaynuqa aient été la première tribu juive à s'installer à Yathrib (future Médine). Il semble, d'après cet ouvrage monumental, mais sans qu'on en soit sûr, que cette installation remonterait à l'époque de la destruction de Jérusalem par les Romains (an 70), l'émigration continuant dans les siècles ultérieurs, avec les persécutions des romains puis des chrétiens byzantins. À propos de l'Arabie préislamique, Maxime Rodinson écrit : « Dans tout le Wâdi l-Qorâ (« le wâdi des villes », on nommait ainsi une ligne presque continue d'oasis au Hedjâz septentrional) et descendant au sud jusqu'à Médine, des tribus juives faisaient vivre une agriculture florissante. » Riches agriculteurs et commerçants (au moins pour une part d'entre eux), ils exercent à Yathrib une position dominante et ils possèdent un marché, très fréquenté, qui porte d'ailleurs leur nom. Les poètes juifs font mention, dès avant l'an 300, des Banu Qaynuqa, des Banu Nadir et des Banu Qurayza, ainsi que des Banou Hadal, qui demeuraient avec les Banu Qurayza. Dans une large mesure, ces Juifs ont adopté les coutumes arabes, ils parlent un dialecte arabe et, à ces colons[pas clair] d'origine véritablement[pas clair] venus du Nord , viennent se joindre des prosélytes arabes, autrement dit, des Arabes polythéistes convertis au judaïsme (voir l'article Juifs arabes). Leur domination dure jusqu'à l'arrivée des Banu Khazraj et des Banu Aws, qu'on dit d'origine yéménite, vers l'an 300. Elle est alors, d'après les textes poétiques, contestée par ces derniers, qui s'imposent progressivement après l'an 400. Alors que les tribus polythéistes et chrétiennes étaient sous la protection des tribus juives dominantes, la situation est inversée à la fin de la période préislamique et — le Kitâb al-Aghânî ne laisse aucun doute sur ce point — ce sont les tribus juives qui sont sous la protection des tribus polythéistes et chrétiennes.
Ibn Ishaq dans « La déportation de Banû al-Nadîr en l'an IV », rappelle l'existence d'un pacte et d'une alliance (pas d'une disposition générale comparable à ce que serait une "Constitution") :
« Ibn Ishaq dit : L'Envoyé d'Allah alla aux Banû al-Nadîr pour leur demander de contribuer au payement du prix du sang qu'il devait lui-même aux Banû Amir [...] Il y avait entre Banû al-Nadîr et Banû 'Âmîr un pacte et une alliance. »
Ibn Ishaq raconte la "traîtrise" des Banu Nadir qui tentent, selon le récit qui se base sur l'invocation d'un message divin reçu par Mahomet , de tuer celui-ci en lui lançant un rocher. Selon le récit, « Les juifs se retranchaient dans leurs fortins ; Alors l'Envoyé d'Allâh ordonna de couper leurs palmiers et de les mettre en feu. » Finalement, les Banu Nadir demandent à Mahomet qu'ils puissent se rendre et partir groupés pour Khaybar :
« L'Envoyé d'Allâh accéda à leur demande. Alors ils emportèrent de leurs biens ce que les chameaux pouvaient porter. On voyait alors quelques-uns parmi eux démolir les linteaux des portes et les mettre sur le dos de leurs chameaux et partir. Ils allèrent à Khaybar. »
« Des Banû al-Nadîr deux seulement ont embrassé l'Islam [...] Ils ont embrassé l'Islam afin de conserver leurs propriétés. »
Dans « Expédition contre les Banu Nadir », Tabarî écrit : « Les Benî-Nadhîr étaient des juifs qui avaient une grande forteresse aux portes de Médine, à un parasange de la ville, et séparée de celle-ci par des plantations de dattiers; Ils avaient conclu un traité avec le Prophète, de même que les juifs de la tribu de Qoraïza et de Fadak, et tous les autres juifs qui demeuraient aux environs de Médine. » Les juifs de Médine ont tous, selon ce texte, conclu un traité avec Mahomet, il ne s'agit aucunement de "Constitution" ni de quoi que ce soit d'approchant. À la suite du meurtre de deux Arabes, il est demandé le prix du sang prévu dans le traité : « Le Prophète répondit : C'est bien, vous avez raison ; vous êtes en droit de réclamer pour eux le prix du sang, vu l'engagement que j'avais pris envers eux et le sauf-conduit que je leur avais accordé. [...] Je payerai le prix du sang pour les deux Arabes [...] Ensuite il ordonna de réunir cette somme, en la répartissant sur la ville de Médine, et d'y faire contribuer également les juifs, tels que les Banî-Nadhir, les Qoraïzha et ceux de Fadak, qui y étaient obligés par le traité. ». Ayant accepté de payer leur contribution, les Banu Nadir, d'après le récit basé sur l'invocation par Mahomet d'un avertissement venant d'Allah, complotent contre la vie de Mahomet en tentant de jeter sur lui une énorme pierre. Mahomet, les accusant d'avoir rompu le traité, leur demande de partir. 'Abdallah fils d'Obayy leur fait dire : « Je suis prêt à vous soutenir avec deux mille hommes ». Selon le récit, les Banu Nadir se rendent après onze jours de siège, sans combat. « Quelques-uns de leurs chefs » se rendent à Khaybar, les autres vont en Syrie.